# 오노다 히로
오노다 히로(일본어: 小野田寛郎, 1922년 3월 19일~2014년 1월 16일)는 일본의 군인이다. 제2차 세계 대전 종전 이후에도 29년 동안 필리핀의 정글에 숨어서 항복하지 않았던 잔류 일본병 장교로 잘 알려져 있다.

## 생애

### 은거
오노다 소위는 필리핀 루방섬에 주둔하고 있던 제14방면군의 정보장교였다. 1945년 2월 연합군이 루방섬을 점령하면서 대부분의 일본군은 포로로 잡히거나 전사하였는데, 오노다 소위와 몇 명은 정글 깊이 숨어 들었다. 오노다 소위는 처음에 동료 세 명과 함께 산에서 살았다. 그 중에 한 명은 필리핀 정부군에 항복했고, 나머지 두 명은 각각 1954년과 1972년에 지방 순찰대와 교전중에 총에 맞아 사망했다. 오노다 소위는 2차 대전이 끝났다는 사실을 인정하지 않고 끝끝내 29년 동안이나 투항을 거부하며 정글에서 홀로 지냈다. 2차 대전중 연합군이 살포한 선전물은 물론 2차대전이 끝나고 필리핀 정부군이 뿌린 '전쟁은 끝났으니 항복하라'는 내용의 선전물까지 자신들을 기만하는 계략이라고 굳게 믿었다. 일본 정부와 오노다의 가족들도 필리핀에 와서 항복을 권유했지만, 이것도 연합군의 계략이라고 생각하여 응하지 않았다. 결국 1960년 일본 정부는 오노다가 사망한 것으로 공식 판정했다.
그는 태평양 전쟁(필리핀 전역) 막바지인 1944년 겨울, 필리핀 마닐라 근처의 작은 루방섬에 파견되었다. 그는 250명의 훈련되지 않은 병사를 이끄는 지휘관이었다. 오노나 소위는 미군의 루손섬 공격을 지연시키기 위하여 비행장 활주로를 파괴한 후, 유격전을 벌이라는 명령을 받았다.
당시 8사단장 요코야마 시즈오는 떠나는 오노다 일행에게 말했다. 항복은 물론 옥쇄도 일절 허락하지 않는다. 몇 년이 걸리더라도 버텨야 한다. 반드시 데리러 오마. 병사가 한 명이 남더라도 야자수 열매라도 따먹으며 끝까지 버텨라. 다시 말하지만 항복은 물론 옥쇄도 허락하지 않는다. 이듬해 봄 미군이 상륙하면서, 화력에서 밀린 일본 주력군은 오노다의 군세를 남기고 패퇴하였다. 오노다의 부대는 첫 전투에서 207명이 전사했고, 나머지 43명은 산속으로 흩어졌다. 오노나 소위는 아카쓰 유이치(赤津勇一) 일등병, 시마다 쇼이치(島田庄一) 오장, 고즈카 긴시치(小塚金七) 상등병과 함께 주저 없이 산 속으로 들어가 유격전을 개시했다. 미군이 살포한 삐라 전단을 읽고 일본이 항복한 사실을 알게 된 나머지 20명은 투항하여 일본으로 돌아갔다. 그러나 오노다는 미군의 전단을 믿을 수가 없었다. 그는 그의 기억속의 명령에 따라 그때까지 그의 곁에 남아있던 시마다 오장과 고즈카 상등병을 데리고 유격전을 계속했다. 전쟁은 끝났다. 종전 다음해인 1946년 봄, 오노다 일행을 구하기 위해 일찍이 투항했던 오노다의 옛 부하들이 필리핀으로 가서 섬전체를 돌아다니며 외쳤다. “오노다, 오노다! 전쟁은 끝났으니 숲에서 나오거라. 어서 함께 고향으로 돌아가자.” 오노다는 그들의 외침을 분명하게 거듭 들었다. 그러나 그는 이를 간사한 미국군이 자신의 항복을 받아내려는 계략이라고 여겼다. 얼마 후 오노다 일행은 원주민 부락을 습격하여 불태웠다. 그들은 나름대로 유격전을 전개 한 것이었지만, 실상은 먹을 것을 해결하기 위한 공격이었으리라고 추측된다. 필리핀 정부의 다급한 연락을 받은 일본 정부는 오노다의 형제를 루방섬으로 급파하여 오노다와 일행을 설득하였다. 그러나 오노다는 이마저도 미국이 이번에는 자신의 가족까지 동원하여 자신의 항복을 받아내려는 계략이라고 생각하였다. 이후 오노다와 둘은 산에서 내려와 섬의 원주민들을 공격하였고, 때문에 필리핀 정부는 토벌대를 섬으로 보냈다. 1954년에 시마다 오장이 토벌대에게 사살되었다. 1972년에는 고즈카 상등병이 사망했다. 그러나 오노다는 개의치 않고 단신 유격전을 수행하였다.
종전 30년째인 1974년 겨울, 마침내 오노다는 스즈키 노리오 (탐험가)라는 일본인 탐험가에게 발견된다. 스즈키는 오노다의 이야기에 깊은 흥미를 느껴 그를 직접 만나 설득을 하고자 하여 루방섬으로 간 것이었다. 스즈키는 침착한 언행으로 오노다를 안심시킨 후 저간의 사정을 설명하였다. 오노다는 그제서야 비로소 일본이 패전하였다는 사실을 받아들였다. 그러나 그는 스즈키에게 그가 미처 예상하지 못한 조건을 내걸었는데 그것은 바로 오노다 소위의 직속 상관이 와서 항복 명령을 내리기까지는 근무지를 이탈할 수 없다는 것이었다. 그의 전 직속상관 중 한명이었던 다니구치 요시미(谷口義美) 예비역 소령이 수소문 되었다. 종전 후 서점을 운영하던 다니구치는 내키지는 않았지만, 옛 부하를 살리는 일을 거절할 수 없었기에, 루방섬으로 떠났다. 곧 오노다는 그의 전 직속상관 다니구치로부터 육군 대장 야마시타 도모유키의 이름으로 적힌 투항명령서를 정식으로 수령했다. 다음날 오노다는 필리핀 마르코스 대통령 앞에서 투항의식을 치른 뒤 일본으로 귀환하였는데, 어찌된 영문인지 마르코스는 오노다가 루방섬에서 숨어살면서 저지른 살인과 방화를 사면했다. 당시 필리핀이 일본으로부터 많은 차관을 빌렸기 때문에 정치적으로 판단했을 가능성이 있다. 오노다의 귀환 후 일본의 극우단체들은 그를 영웅으로 추앙하였다.

### 퇴역
스즈키 노리오 교수는 필리핀의 정글에서 행방불명된 오노다 소위의 이야기에 호기심을 느끼고 그를 직접 찾겠다고 결심했다. 1974년 루방섬을 방문한 스즈키는 결국 오노다를 찾는데 성공했다. 스즈키는 일본이 패망하면서 2차대전이 끝났으니 항복하라고 오노다를 설득했으나, 오노다는 직속상관의 명령이 없으면 투항할 수 없다고 고집을 부렸다. 일본에 돌아온 스즈키 노리오 교수는 일본 언론에 오노다 소위의 아지트를 공개했고 일본 열도는 흥분에 휩싸였다. 일본 정부 차원에서 오노다 소위의 귀환을 위한 작전이 펼쳐졌으며 제대후 도서 판매상이 된 직속상관 타니구치 소령을 겨우 찾아내어 타니구치가 항복 명령서를 가지고 필리핀 루방섬에 있는 오노다를 만나 투항을 명령했다. 투항 당시 오노다는 일본군 복장을 그대로 갖추고 있었으며, 사격이 가능한 상태로 99식 소총을 정비해 놓고 500여발의 탄환과 대여섯개의 수류탄도 가지고 있었으며  칼은 여전히 날이 서있는 등 장비도 완벽하게 유지하고 있었다.

### 그 후
오노다가 29년 동안이나 정글에 숨어서 지역 순찰대와 게릴라전을 벌이느라 필리핀 사람 서른 명을 죽이고 100여 명에게 부상을 입혔으나, 당시 필리핀 대통령이었던 페르디난드 마르코스는 오노다의 범죄를 사면해줬다. 22세에 조국을 떠났던 청년은 52세가 되어서 일본에 돌아왔고, 일본국민들에게 영웅으로 대접받았다. 패전 콤플렉스에서 벗어나지 못하던 일본 국민들은 오노다에서 '살아있는 일본 정신을 보았다'고 열광했고 극우파들은 오노다야말로 옛 일본의 가치를 그대로 간직한 진정한 사무라이라고 칭찬했다. 30년 동안이나 필리핀의 정글에서 숨어지냈던 오노다는 현대화된 일본에 적응하지 못하고, 1975년 브라질로 떠나서 목장을 경영했으며, 이듬해에 결혼하였다. 1984년 일본으로 돌아와 오노다 자연학교(小野田自然塾)를 설립하여 아이들을 자연속으로 살아갈수 있도록 가르치기 시작하였으며, 1996년 루방섬을 다시 찾아가 현지 학교에 1만 달러를 기부하였다.
2014년 1월 16일 도쿄의 한 병원에서 91세의 일기로 사망하였다.

## 참고 자료
- (역사속의 오늘) 일본 패잔병, 30년 만에 필리핀 정글에서 나와 - 주간조선